# Justí el Màrtir
Justí (grec antic: Ἰουστῖνος, llatí: Iustinus) (Flàvia Neàpolis, actual Nablus, c. 100 - Roma, c. 165), també anomenat Justí Màrtir i Justí el Filòsof, fou un dels primers apologistes cristians. Les seves obres són les apologies cristianes de mida mitjana més antigues que es conserven. És venerat com a sant a tota la cristiandat.

## Biografia
Era nadiu de Flàvia Neàpolis, a prop de Sequem. Va néixer probablement al tomb de l'any 100 i era fill de Prisc Baqui o de Prisc, fill de Baqui; fou criat com a pagà i va créixer a Samària. Va estudiar filosofia i es va dedicar al sistema dels estoics, però com que no va trobar la resposta que buscava i no confiava en el seu mestre, es va passar als peripatètics, que també va deixar per considerar-los avars; llavors va estudiar filosofia pitagòrica però també la va rebutjar, ja que no disposava de la preparació prèvia que li calia en música, geometria i astronomia; finalment va provar els platònics, amb els quals es va sentir satisfet; un dia mentre meditava es va trobar a un vell que li va recomanar l'estudi dels profetes hebreus com els únics que revelaven la veritat. Després Justí es va convertir al cristianisme (vers 120 a 140).
Justí fou un propagador de la fe cristiana i va ensenyar filosofia i va aprofitar les classes per fer proselitisme. Va visitar dues vegades Roma i a la segona vegada fou capturat i portat davant un tribunal encapçalat per Rústic, el prefecte de la ciutat. Justí va refusar fer sacrificis als déus i fou sentenciat a ser decapitat, sentència que es va aplicar immediatament; altres persones van morir al mateix temps. La majoria de les fonts diuen que fou sota Marc Aureli, vers el 165-168, i se'l considera responsable de la mort al filòsof cínic Crescens, enemic personal de Justí, però això sembla força improbable.

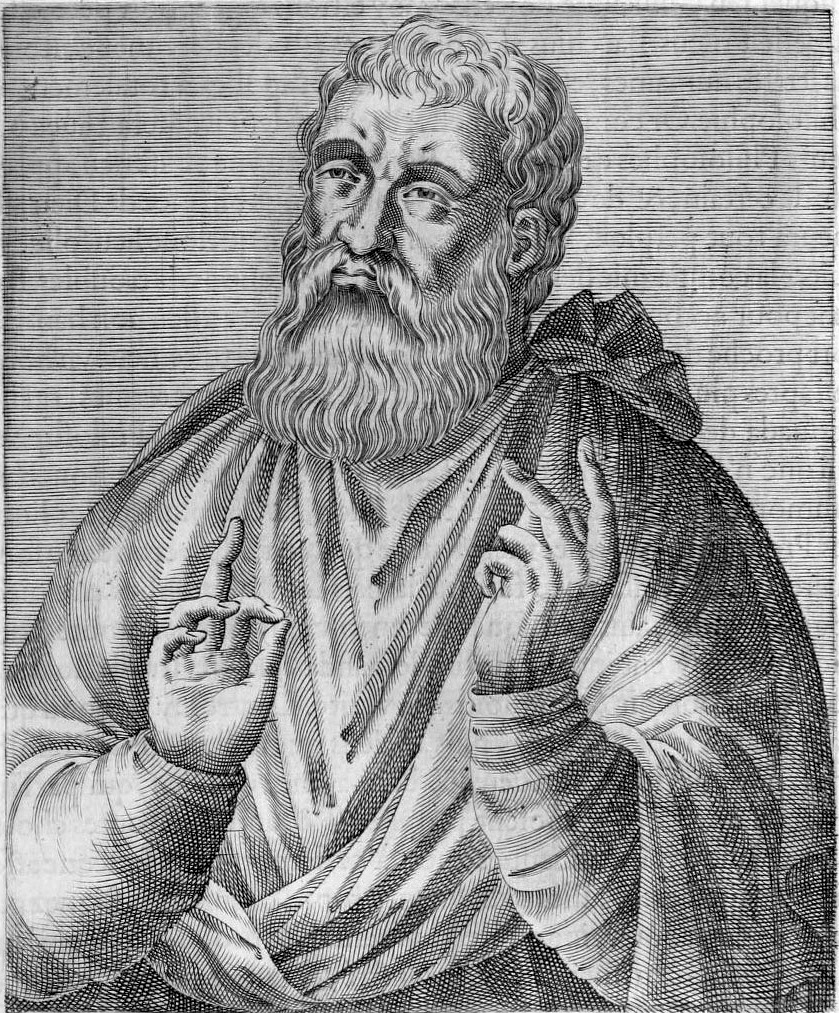
Gravat del segle xvi
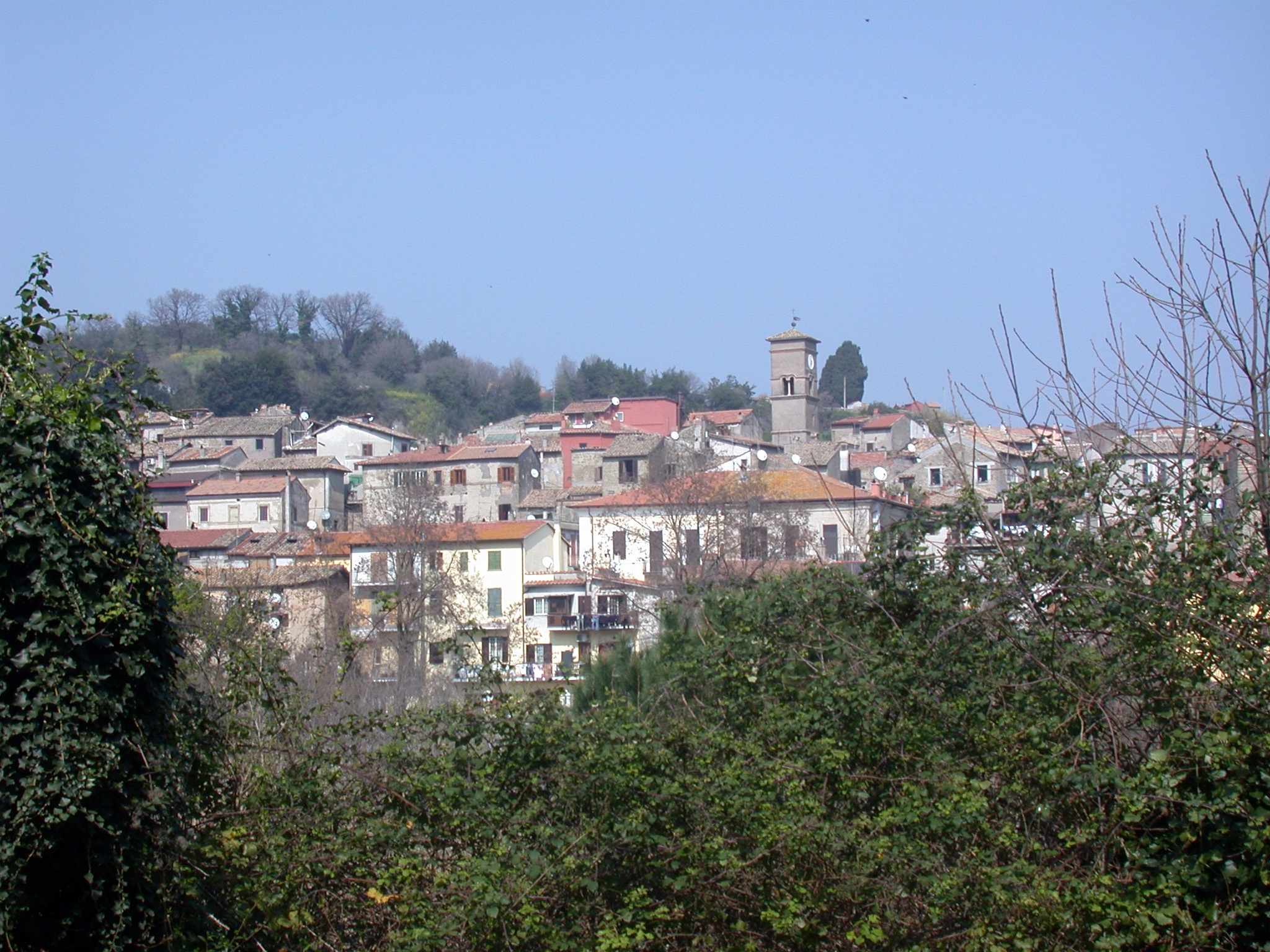
Sacrofano, al Laci; el campanar és de l'església de San Giovanni Battista, on és enterrat Justí

## Obra
Va escriure:
- Ἀπολογία πρώτη ὑπὲρ Χριστιανῶν πρὸς Ἀντωνῖνον τὸν Εὐσεβῆ. Apologia prima pro Christianis ad Antoninum Pium. Primera Apologia de Justí Màrtir.
- Ἀπολογία δευτέρα ὑπὲρ τῶν Χριστιανῶν πρὸς τὴν ?ωμαίων σύγκλητον Apologia Secunda pro Christianis ad Senatum Romanum.
- Πρὸς τρυφῶνα Ἰουδαῖον διάλογος Cum Tryphone Judaeo Dialogus[1]

Obres dubtoses que alguns li atribueixen: 
- Λόγος πρὸς Ἕλληνας, Oratio ad Graecos.
- Λόγος Παραινετικὸς πρὸς Ἕλληνας, Cohortatio ad Graecos.
- Περὶ μοναρχίας, De Monarchia.
- Ἐπιστολὴ πρὸς Διόγνητον, Epistola ad Diognetum.

Obres espúries:
- Ἀνατροπὴ δογμάτων τινῶν Ἁριστοτελικῶν, Quorundam Aristotelis Dogmatum. Confutatio.
- Ἔκθεσις τῆς ὀρθῆς ὁμολογίας, Expositio rectae Confessionis.
- Ἀποκρίσεις πρὸς τοὺς ὀρθοδόξους περὶ τινῶν ἀναγ καίων Ζητημάτων Responsiones ad Orthodoxos de quibusdam Necessariis Quaestionibus.
- Ἐρωτήσεις Χριστιανικαὶ πρὸς τοὺς Ἕλληνας, Quaestiones Christianae ad Graecos, i Ἐρωτήσεις Ἑλληνικαὶ πρὸς τοὺς Χριστιανούς, Quaestiones Graecae ad Christianos.

Obres perdudes:
- Ζύνταγμα κατὰ πασῶν τῶν γεγενημένων αἱρέσεων Liber contra omnes Haereses
- Ζύγγραμμα κατὰ Μαρκίωνος, o Πρὸς Μαρκίωνα Contra Marcionem
- Ψάλτης, Psaltes
- Περὶ ψυχῆς, De Anima
- ?πομνήματα εἰς Ἑξαήμερον, Commentarius in Hexaëmeron
- Πρὸς Εὐφράσιον σοφιστὴν περὶ προνοίας καὶ πίστεως ad versus Euphrasium Sophistam, de Providentia et Fide

## Veneració
Fou declarat sant per les esglésies de l'est i de l'oest; la primera celebra el seu dies natalis l'1 de juny i la segona, fins al 1969, el 14 d'abril. Se'n conserven relíquies a l'altar de l'església de San Joan Baptista de Sacrofano, prop de Roma.